# Římskokatolická farnost Ryžoviště
Římskokatolická farnost Ryžoviště je územní společenství římských katolíků s kostelem sv. Jana Křtitele v děkanátu Bruntál ostravsko-opavské diecéze.

## Území farnosti
Do farnosti náleží území těchto obcí:
- Ryžoviště – farní kostel sv. Jana Křtitele